# Источно хришћанство
Источно хришћанство је општи термин који означава све цркве хришћанског Истока. У најширем опсегу појам обухвата све хришћанске заједнице Источног света, а у историјском контексту се првенствено односи на цркве које су поникле у источним, односно грчким (хеленистичким) областима Римског царства, односно цркве које су се током времена развиле на просторима Блиског истока и источне Европе. Појам обухвата: васељенску Православну цркву, миафизитске оријентално-православне цркве, древну Цркву Истока и њене наследнице, затим некадашњу Древну маронитску цркву и потоње источне католичке цркве, као и друге цркве хришћанског Истока.
Често се користи у пару са термином западно хришћанство, којим се означавају традиције хришћанског Запада.